# Anthoscopus parvulus
El pájaro moscón amarillo (Anthoscopus parvulus) es una especie de ave paseriforme de la familia Remizidae nativa de África.

## Distribución y hábitat
Se extiende por una amplia franja de sabanas paralela al Sahel por el sur, distribuido principalmente por África occidental aunque también aparece en el norte del África central llegando hasta Sudán del Sur. Se la encuentra en  Benín, Burkina Faso, Camerún,  Chad, Costa de Marfil, Gambia, Ghana, Guinea, Mali, Mauritania, Nigeria, República Centroafricana, República democrática del Congo, Senegal, Sudán del Sur y Togo.